# Vilasana
 Vilasana en castellano, y en catalán Vila-sana, es un municipio español perteneciente a la provincia de Lérida, comunidad autónoma de Cataluña. Está situado al NE de la comarca de  Plana de Urgel, anteriormente conocido como Utxafava. Se creó en 1935 por segregación del municipio de Castellnou de Seana.

## Geografía humana

### Demografía
Cuenta con una población de 753 habitantes (INE 2024).
| Gráfica de evolución demográfica de Vilasana entre 1940 y 2021 |
| |
| Población de derecho según los censos de población del INE Población de hecho según los censos de población del INEEn estos censos se denominaba Vilasana: 1950, 1960, 1970 y 1981 Entre el censo de 1940 y el anterior, aparece este municipio porque se segrega del municipio 25068 (Castellnou de Seana) |

| 1950 | 1970 | 1981 | 1986 |
| ---- | ---- | ---- | ---- |
| 629  | 622  | 556  | 543  |

## Geografía
Integrado en la comarca de Plana de Urgel, se sitúa a 29 kilómetros de la capital provincial. El término municipal está atravesado por la autovía del Nordeste A-2 en el pK 490, así como por la carretera local L-334 que conecta Mollerusa con Ibars de Urgel. 
El relieve es prácticamente llano, sólo interrumpido por la laguna de Ivars que comparte con el vecino municipio de Ibars de Urgel. El agua de entrada, a raíz del proyecto de recuperación que se ha ejecutado, proviene del canal de Urgel. El desagüe del lago drena hacia un afluente del río Corb, el cual discurre por el territorio de sureste a noroeste. La altitud oscila entre los 265 al sur y los 228 metros al noroeste. El pueblo se alza a 249 metros sobre el nivel del mar. 
| Noroeste: Liñola                      | Norte: Ibars de Urgel | Noreste: Ibars de Urgel               |
| Oeste: El Poal y Palau de Anglesola   |                       | Este: Castellnou de Seana             |
| Suroeste: Palau de Anglesola y Golmés | Sur: Golmés           | Sureste: Castellnou de Seana y Golmés |